# Fontenermont
Fontenermont (Ausspracheⓘ) ist eine ehemalige französische Gemeinde mit zuletzt 143 Einwohnern (Stand: 1. Januar 2014), den Fontenermontois, im Département Calvados in der Region Normandie.
Zum 1. Januar 2017 wurde Fontenermont im Zuge einer Gebietsreform zusammen mit neun benachbarten Gemeinden als Ortsteil in die neue Gemeinde Noues de Sienne eingegliedert.

## Geografie
Fontenermont liegt rund 71 km südwestlich von Caen. Das im Département Manche, an das Fontenermont im Südwesten grenzt, gelegene Saint-Lô ist etwa 37 km entfernt.

## Bevölkerungsentwicklung
| Jahr                             | 1793 | 1836 | 1876 | 1926 | 1946 | 1968 | 1990 | 2014 |
| Einwohner                        | 291  | 374  | 265  | 200  | 194  | 161  | 126  | 143  |
| Quelle: Cassini, EHESS und INSEE |      |      |      |      |      |      |      |      |

## Sehenswürdigkeiten
- Kirche Saint-Martin aus dem 15. Jahrhundert